# Khalil al-Hayya
Khalil al-Hayya (em árabe: خليل الحية; Gaza, 5 de novembro de 1960) é um político palestino que atua como vice-presidente do gabinete político do Hamas desde agosto de 2024, sucedendo Saleh al-Arouri. Ele também foi eleito para o Conselho Legislativo Palestino desde janeiro de 2006 como representante da Cidade de Gaza. Ele residia no bairro de Shuja'iyya.

## Visões
Em 2011, Khalil al-Hayya pediu às Nações Unidas que reconhecessem a Palestina dentro de suas fronteiras anteriores a 1948.
Khalil al-Hayya disse que eles atacaram Israel em 7 de outubro, pois era necessário "mudar toda a equação e não apenas ter um confronto", disse ele também: "Conseguimos colocar a questão palestina de volta na mesa de negociações, e agora ninguém na região está se sentindo calmo." Em entrevista ao New York Times, ele disse que o objetivo do Hamas não é "administrar Gaza e trazer água e eletricidade", mas renovar a atenção sobre a causa palestina, e disse que o Hamas começou o dia 7 de outubro para dizer às pessoas que a causa palestina não morreria.
Em abril de 2024, Khalil al-Hayya disse que o Hamas concordaria com um cessar-fogo com Israel, deporia suas armas e se transformaria em um partido político se um Estado palestino independente fosse estabelecido nas fronteiras anteriores a 1967. Em outubro de 2024, após a morte de Yahya Sinwar, líder do Hamas e arquiteto dos ataques de 7 de outubro, ele disse que "o Hamas está avançando até o estabelecimento do Estado palestino em todo o solo palestino, com Jerusalém como sua capital".

## Vida pessoal
Sete ou oito de seus parentes, incluindo dois de seus irmãos, foram mortos por ataques israelenses em sua casa em 2007. Um de seus filhos foi morto por um ataque aéreo israelense em 2008, enquanto liderava uma brigada de foguetes. Outro filho, nora e neto foram mortos por um ataque aéreo em sua casa em julho de 2014, durante a Guerra de Gaza de 2014.